# Grand Prix moto d'Ulster 1955
Le Grand Prix moto d'Ulster 1955 est la septième manche du Championnat du monde de vitesse moto 1955. La compétition s'est déroulée le 11 et 13 août 1955 sur le Circuit de Dundrod dans le Comté d'Antrim (Irlande). C'est la 27e édition du Grand Prix moto d'Ulster et la 7e édition comptant pour le championnat du monde.

## Résultats des 500 cm³
| Pos  | Pilote             | Moto       | Tours | Temps/Écart     | Points |
| ---- | ------------------ | ---------- | ----- | --------------- | ------ |
| 1    | Bill Lomas         | Moto Guzzi | 25    | 2 h 00 min 31 s | 8      |
| 2    | John Hartle        | Norton     | 25    | +6 s            | 6      |
| 3    | Dickie Dale        | Moto Guzzi | 25    | +3 min 13 s     | 4      |
| 4    | Bob McIntyre       | Norton     |       |                 | 3      |
| 5    | Peter Murphy       | Matchless  |       |                 | 2      |
| 6    | John Clark         | Matchless  |       |                 | 1      |
| 7    | Eric Jones         | Norton     |       |                 |        |
| 8    | Percy Tait         | Norton     |       |                 |        |
| 9    | Bill Collett       | Matchless  |       |                 |        |
| 10   | Morrie Low         | BSA        |       |                 |        |
| 11   | Bob Matthews       | Velocette  |       |                 |        |
| 12   | Malcolm Templeton  | Matchless  |       |                 |        |
| 13   | Ken Tostevin       | Matchless  |       |                 |        |
| 14   | A. F. J. D. Martin | Norton     |       |                 |        |
| 15   | F. H. Turner       | Norton     |       |                 |        |
| 16   | Ralph Rensen       | Norton     |       |                 |        |
| 17   | Ernie Oliver       | Norton     |       |                 |        |
| 18   | R. Knox            | Norton     |       |                 |        |
| 19   | R. H. King         | Norton     |       |                 |        |
| 20   | K. W. Swallow      | Matchless  |       |                 |        |
| 21   | J. Hayes           | AJS        |       |                 |        |
| 22   | W. R. Evans        | Matchless  |       |                 |        |
| Abd. | ...                | ...        |       | Abandon         |        |

## Résultats des 350 cm³
| Pos  | Pilote             | Moto       | Tours | Temps           | Points |
| ---- | ------------------ | ---------- | ----- | --------------- | ------ |
| 1    | Bill Lomas         | Moto Guzzi | 20    | 1 h 39 min 38 s | 8      |
| 2    | John Hartle        | Norton     | 20    | +14 s           | 6      |
| 3    | John Surtees       | Norton     | 20    | +1 min 13 s     | 4      |
| 4    | Cecil Sandford     | Moto Guzzi |       |                 | 3      |
| 5    | Bob McIntyre       | Norton     |       |                 | 2      |
| 6    | Peter Murphy       | AJS        |       |                 | 1      |
| 7    | Jack Brett         | AJS        |       |                 |        |
| 8    | Derek Powell       | Norton     |       |                 |        |
| 9    | John Clark         | AJS        |       |                 |        |
| 10   | Frank Perris       | AJS        |       |                 |        |
| 11   | Bill Aislabie      | AJS        |       |                 |        |
| 12   | Percy Tait         | AJS        |       |                 |        |
| 13   | Sammy Miller       | Norton     |       |                 |        |
| 14   | Arthur Wheeler     | AJS        |       |                 |        |
| 15   | Ralph Rensen       | Norton     |       |                 |        |
| 16   | Barry Stormont     | BSA        |       |                 |        |
| 17   | Bob Matthews       | Velocette  |       |                 |        |
| 18   | Bill Collett       | AJS        |       |                 |        |
| 19   | R. Ferguson        | AJS        |       |                 |        |
| 20   | Fred Cook          | AJS        |       |                 |        |
| 21   | Robin Fitton       | Velocette  |       |                 |        |
| 22   | A. F. J. D. Martin | AJS        |       |                 |        |
| 23   | Malcolm Templeton  | AJS        |       |                 |        |
| 24   | W. Ferguson        | AJS        |       |                 |        |
| 25   | Austin Carson      | BSA        |       |                 |        |
| 26   | J. W. Parkinson    | Norton     |       |                 |        |
| 27   | S. Murray          | Norton     |       |                 |        |
| 28   | H. Plews           | AJS        |       |                 |        |
| 29   | Tom Turner         | Norton     |       |                 |        |
| 30   | R. Wijesinghe      | Norton     |       |                 |        |
| 31   | K. W. Swallow      | AJS        |       |                 |        |
| 32   | G. J. Canning      | BSA        |       |                 |        |
| 33   | P. McGarrity       | BSA        |       |                 |        |
| 34   | R. Dean            | Norton     |       |                 |        |
| 35   | N. Crossett        | AJS        |       |                 |        |
| 36   | W. R. Evans        | AJS        |       |                 |        |
| 37   | L. Rice            | AJS        |       |                 |        |
| 38   | N. Ellwood         | Velocette  |       |                 |        |
| 39   | S. McAvoy          | AJS        |       |                 |        |
| 40   | H. O'Reilly        | Norton     |       |                 |        |
| 41   | Morrie Low         | BSA        |       |                 |        |
| Abd. | ...                | ...        |       | Abandon         |        |

## Résultats des 250 cm³
| Pos  | Pilote              | Moto       | Tours | Temps             | Points |
| ---- | ------------------- | ---------- | ----- | ----------------- | ------ |
| 1    | John Surtees        | NSU        | 13    | 1 h 06 min 00 s 4 | 8      |
| 2    | Sammy Miller        | NSU        | 13    | +24 s 0           | 6      |
| 3    | Umberto Masetti     | MV Agusta  | 13    | +1 min 16 s 6     | 4      |
| 4    | Bill Lomas          | MV Agusta  |       |                   | 3      |
| 5    | Cecil Sandford      | Moto Guzzi |       |                   | 2      |
| 6    | Hermann Paul Müller | NSU        |       |                   | 1      |
| 7    | Arthur Wheeler      | Moto Guzzi |       |                   |        |
| 8    | Percy Tait          | Velocette  |       |                   |        |
| 9    | Jimmy Herron        | Norton     |       |                   |        |
| 10   | Harold Kirby        | Velocette  |       |                   |        |
| 11   | Hans Haldemann      | Moto Guzzi |       |                   |        |
| 12   | S. Hodgkins         | Excelsior  |       |                   |        |
| 13   | David Andrews       | Excelsior  |       |                   |        |
| Abd. | ...                 | ...        |       | Abandon           |        |

## Résultats des 125 cm³
Pas de compétition lors de l'épreuve 1955